# Doha Tower and Convention Center
La Doha Tower and Convention Center est un gratte-ciel à Doha au Qatar de 550 m dont la construction a été annulée.